# Весёлая Долина (Московский сельский совет)
Весёлая Долина (укр. Весела Долина) — село, Московский сельский совет, Липоводолинский район, Сумская область, Украина. Код КОАТУУ — 5923283207. Население по переписи 2001 года составляло 143 человека.

## Географическое положение
Село Весёлая Долина находится на расстоянии до 1 км от сёл Московское и Стягайловка. По селу протекает пересыхающий ручей с запрудой.